# Modelo da hélice tríplice de inovação
O Modelo da hélice tríplice de inovação ou simplesmente refere-se a um conjunto de interações entre academia, indústria e governo, para promover o desenvolvimento econômico e social , conforme descrito em conceitos como economia do conhecimento e sociedade do conhecimento.
Na teoria da estrutura helicoidal da inovação, cada setor é representado por um círculo (hélice), com sobreposição mostrando interações. A modelagem inicial avançou de duas dimensões para mostrar interações mais complexas, por exemplo, ao longo do tempo. A estrutura foi teorizada pela primeira vez por Henry Etzkowitz e Loet Leydesdorff na década de 1990, com a publicação de:
"The Triple Helix, University-Industry-Government Relations: A Laboratory for Knowledge-Based Economic Development".
As interações entre universidades, indústrias e governos deram origem a novas instituições intermediárias, como escritórios de transferência de tecnologia e parques tecnológicos, e Etzkowitz e Ledersdorff teorizou a relação entre os três setores e explicou o surgimento dessas novas organizações híbridas. A estrutura de inovação da hélice tripla foi amplamente adotada e, conforme aplicada pelos formuladores de políticas, participou da transformação de cada setor.

## Três componentes do modelo
O modelo de tripla hélice de inovação, conforme teorizado por Etzkowitz e Leydesdorff, é baseado nas interações entre os três seguintes elementos e seu 'papel inicial' associado: universidades engajadas na pesquisa básica, indústrias que produzem bens comerciais e governos que regulam os mercados. À medida que as interações aumentam nesse quadro, cada componente evolui para adotar algumas características da outra instituição, o que dá origem ao híbrido instituições. Existem interações bilaterais entre universidade, indústria e governo.

### Interações universidade-indústria
Etzkowitz e Leydesdorff argumentam que o papel inicial das universidades é fornecer educação aos indivíduos e pesquisa básica. Portanto, as interações entre universidade e indústria giram inicialmente em torno desses dois elementos. Em um modelo linear de inovação, as universidades devem fornecer a pesquisa sobre a qual a indústria se baseará para produzir bens comerciais. As demais interações ocorrem por meio do envolvimento de gestores da indústria e docentes universitários de ambos os setores. Segundo Etzkowitz, a transferência de pessoas entre a universidade e a indústria constitui uma transferência de conhecimento muito importante. Isso pode ser um movimento permanente em uma direção ou outra, ou em outros casos, carreiras inteiras passadas entre as duas esferas. Ele dá o exemplo de Carl Djerassi, um diretor de pesquisa de uma empresa farmacêutica que ingressou na Universidade de Stanford enquanto continuava sua atividade industrial.
No entanto, outros estudiosos apontaram que as atividades de consultoria de membros do corpo docente também podem ter desvantagens, como um foco reduzido na educação dos alunos e um potencial conflito de interesses relacionado ao uso de recursos da universidade em benefício da indústria. A transferência adicional de conhecimento entre universidade e indústria acontece por meio de comunicação informal, conferências ou interesse industrial em publicações universitárias. Outro tipo de interação, por exemplo, é a criação de programas cooperativos como o curso da MIT- General Electric que visa integrar uma abordagem da indústria aos currículos dos alunos.

### Interações universidade-governo
A força das interações entre o governo e as universidades depende do relacionamento geral do governo e da política em relação ao ensino superior. O modelo de Etzkowitz e Leydesdorff usa um espectro para definir a extensão dessas interações. Por um lado, quando o ensino superior é amplamente público, como na Europa Ocidental continental, o governo tem maior influência sobre as universidades e a pesquisa que elas realizam, sendo a principal fonte de financiamento. On No outro extremo do espectro, normalmente associado aos Estados Unidos, as universidades ainda recebem algum financiamento do governo, mas em geral têm um grau mais alto de independência da influência do governo. No entanto, as duas extremidades desse espectro são usadas como tipos ideais que não refletem necessariamente a realidade. A mudança das circunstâncias pode levar o governo a criar laços mais estreitos com a academia, por exemplo em tempos de guerra, e/ou através do financiamento de disciplinas estratégicas, como a física. Por exemplo, nos Estados Unidos, o Departamento de Defesa financiou amplamente a pesquisa em física durante a Segunda Guerra Mundial e a Guerra Fria. Outro exemplo de envolvimento do estado no ensino superior é o estabelecimento de novas universidades, por meio da "Morrill Land-Grant Acts" de 1862 encorajando a criação de land-grant colleges. Cornell University, a University of Florida e a Purdue University são três das setenta e seis instituições criadas pela concessão de terras.

### Força da interação

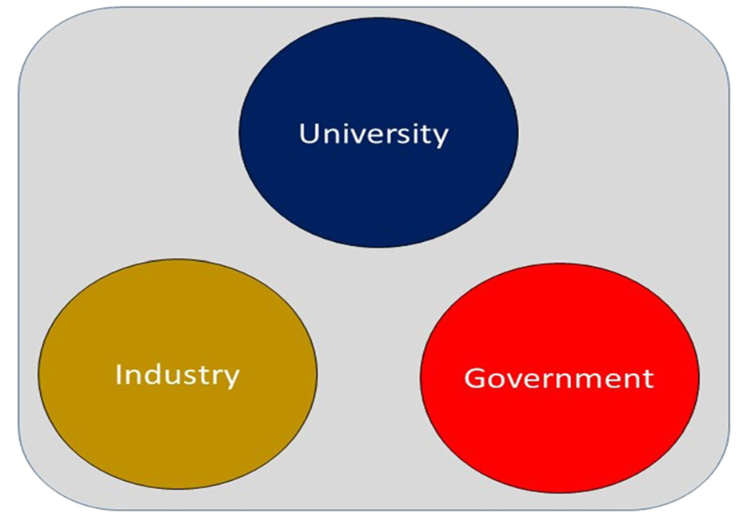
Interações da Hélice Tripla em um País em Desenvolvimento (Confinamento em Silo)

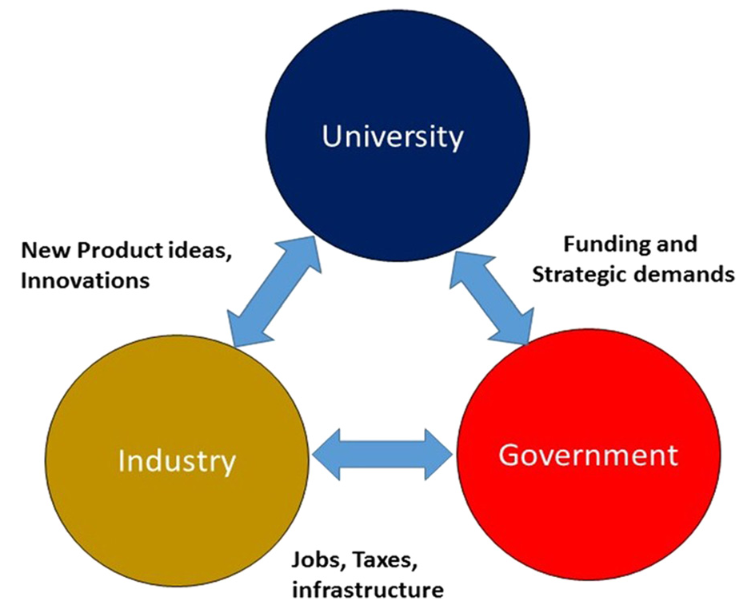
Figura 2:Início das Interações Estratégicas da Hélice Tripla em um País de Renda Média (Push-Pull)

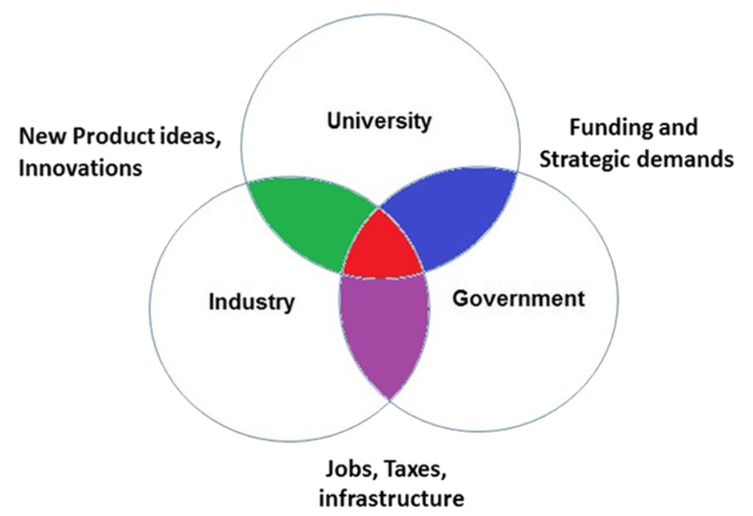
Interações estratégicas da tripla hélice em um país desenvolvido (vermelho indica parque científico)

Etzkowitz e Leydesdorff inicialmente argumentaram que a força das interações entre governos, indústria e universidade depende de qual componente é a força motriz da estrutura. Em um modelo estatista, um estado forte está impulsionando as interações entre os três componentes em uma implementação de cima para baixo. Isso cria laços mais fortes e um modelo mais integrado. Em um modelo laissez-faire, no qual a indústria e as forças do mercado são as forças dominantes, os laços são mais fracos e cada instituição tende a permanecer muito independente. No entanto, a distinção entre os dois modelos nem sempre é clara, pois o governo pode optar por adotar uma postura forte ou fraca, dependendo do contexto e do setor. A força das interações também pode variam de acordo com o desenvolvimento de um país, com um modelo de silo predominando em um país subdesenvolvido, interações moderadas se desenvolvendo em um país de renda média devido ao impulso para o crescimento econômico de um lado e ao impulso para um avanço tecnológico impulsionado pelo mercado competitivo por outro, e fortes interações se desenvolvendo em um país desenvolvido, por exemplo, na forma de um parque científico. Em um artigo recente, Etzkowitz enfatizou que a mudança para uma sociedade baseada no conhecimento deu um papel maior para as universidades. De fato, como a inovação é cada vez mais baseada no conhecimento científico, o papel das universidades como criadoras de conhecimento é mais valorizado. Como resultado, ele argumenta que universidade, indústria e governo são mais iguais e que nenhum elemento em particular é necessariamente a força motriz do triplo modelo hélice de inovação.

## Evolução e hibridização
O modelo de tripla hélice de inovação também obscureceu os limites dos papéis básicos tradicionais da universidade, da indústria e do governo. De acordo com Etzkowitz e Leydesdorff, isso marca o segundo passo na tríplice hélice da estrutura de inovação. Por exemplo, as universidades participam cada vez mais da atividade comercial por meio de patenteamento e licenciamento, indo além da produção de produtos básicos pesquisar. O próximo passo é o surgimento de intermediários entre os três elementos, bem como a hibridização das três entidades. No entanto, cada entidade mantém uma forte primazia em seu campo de especialização original: a universidade permanece principal fonte de produção de conhecimento, a indústria é o principal veículo de comercialização e o governo mantém seu papel regulador.
Os escritórios de transferência de tecnologia foram estabelecidos pelas universidades para promover a transformação da pesquisa universitária básica ou aplicada com valor comercial em bens comerciais. Um dos objetivos dos TTOs é gerar algumas receitas para a universidade, reforçando assim seu papel como ator econômico. No entanto, a lucratividade média dos TTOs continua muito baixa. Por exemplo, as receitas obtidas com o licenciamento de patentes pelos TTOs nas universidades americanas são, em média, dez vezes maiores do que os TTOs europeus de acordo à Plataforma de Política de Inovação. Os parques científicos também surgiram como resultado da colaboração de indústrias e universidades com o governo. Eles podem surgir da iniciativa de uma região industrial de se modernizar com o impulso de uma universidade. Por outro lado, podem ser o resultado de uma iniciativa universitária para atrair a indústria, como foi o caso do desenvolvimento do parque científico da Stanford em torno da universidade ou do Research Triangle na Carolina do Norte.
A 'universidade empreendedora' é outro elemento híbrido que Etzkowitz define em torno dos seguintes elementos: capitalização do conhecimento, fortes vínculos com a indústria e governos, alto grau de independência e evolução permanente das relações entre universidade, indústria e governo. Etzkowitz reconhece o MIT como um grande exemplo de uma 'universidade empreendedora'.

### Modelo de hélice quádrupla
Com base no modelo de hélice tripla, o modelo hélice quádrupla adiciona um quarto componente à estrutura de interações entre universidade, indústria e governo: o público, composto pela sociedade civil e o media. Foi sugerido pela primeira vez em 2009 por Elias G. Carayannis e David F.J. Campbell. A estrutura visa preencher as lacunas entre a inovação e a sociedade civil e afirma que, sob o modelo de hélice tripla, os emergentes tecnologias nem sempre correspondem às demandas e necessidades da sociedade, limitando assim seu impacto potencial. A estrutura, consequentemente, enfatiza a responsabilidade social das universidades, além de seu papel de educar e conduzir pesquisas. A hélice quádrupla é a abordagem que a União Européia pretende adotar para o desenvolvimento de uma sociedade competitiva baseada no conhecimento. Posteriormente, a hélice quádrupla foi aplicada a projetos e políticas patrocinados pela União Europeia, incluindo o projeto EU-MACS (EUropean MArket for Climate Services), um projeto de acompanhamento do Roteiro Europeu de Pesquisa e Inovação para Serviços Climáticos e a política de Inovação Aberta 2.0 (OI2) da Comissão Europeia para um mercado único digital que apoie inovação aberta.

### Modelo de hélice quíntupla
O modelo hélice quíntupla foi co-desenvolvido por Elias G. Carayannis e David F.J. Campbell em 2010. É baseado nos modelos de tripla e quádrupla hélice e adiciona como quinta hélice o ambiente natural. A hélice quíntupla vê os ambientes naturais da sociedade e da economia como impulsionadores da produção e inovação do conhecimento, definindo assim oportunidades socioecológicas para a sociedade do conhecimento e a economia do conhecimento, como inovação para abordar desenvolvimento sustentável, incluindo mudança climática. A quíntupla hélice pode ser descrita em termos dos modelos de conhecimento que estende, dos cinco subsistemas (hélices) que incorpora e das etapas envolvidas na circulação do conhecimento. Como definir ambos as hélices quádruplas e quíntuplas têm sido debatidas, e alguns pesquisadores as veem como hélices adicionais, enquanto outros as veem como diferentes tipos de hélices que abrangem as hélices anteriores.

## Hélice tripla e formulação de políticas

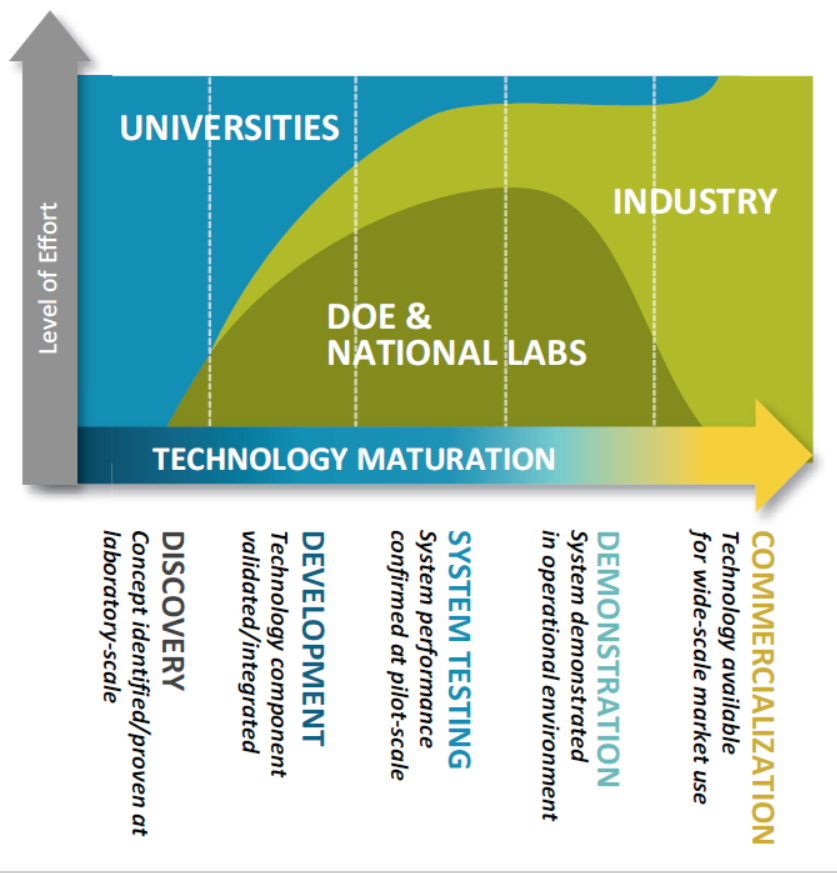
Relação dos Laboratórios Nacionais do DOE com Universidades e Indústria no Sistema de Inovação Energética

O modelo da hélice tripla tem sido usado como uma lente através da qual as relações em evolução entre universidade, indústria e governo podem ser analisadas. No entanto, de acordo com Etzkowitz e Leydesdorff, também pode ser uma ferramenta de formulação de políticas . Ele foi aplicado para ambos os propósitos por organizações governamentais, como o Departamento de Energia dos Estados Unidos. Etzkowitz argumenta que, após o fim da era soviética, políticas inspiradas na hélice tripla foram implementadas na Europa Oriental para promover seu crescimento. Na Suécia, a política da hélice tripla visa unir iniciativas de inovação em diferentes escalas para aumentar sua eficiência geral. O modelo da hélice tripla também foi aplicado para países e regiões em desenvolvimento.

### Críticas ao modelo
O modelo da hélice tripla como uma ferramenta de formulação de políticas para o crescimento econômico e o desenvolvimento regional tem sido criticado por muitos estudiosos. Uma das principais críticas é que a estrutura de Etzkowitz e Leydesdorff foi desenvolvida nos países ocidentais desenvolvidos, que significa que é baseado em um conjunto particular de infra-estruturas e em circunstâncias. Por exemplo, o modelo assume que as atividades intensivas em conhecimento estão ligadas ao crescimento econômico, que os direitos de propriedade intelectual serão protegidos e que o estado tem uma cultura democrática e orientada para o mercado.
Outras críticas acadêmicas ao modelo se concentram nas condições que permitem a implementação de uma política de inovação da hélice tripla. Argumenta-se que o modelo de Etzkowitz e Leydesdorff é muito vago e não considera adequadamente as pré-condições necessárias dentro do seu quadro teórico.
Portanto, de acordo com os críticos, o modelo de hélice tripla não é uma ferramenta de formulação de políticas relevante para países em desenvolvimento onde pelo menos uma dessas condições está faltando. No entanto, outros argumentaram que o modelo de hélice tripla é capaz de descrever a situação em países em desenvolvimento e é útil para o planejamento de políticas.